# Оронгой (селище)
Оронгой (рос. Оронгой) — селище Іволгинського району, Бурятії Росії. Входить до складу Сільського поселення Оронгойське.
Населення — 1061 особа (2015 рік).